# Xylormisa
Xylormisa là một chi bướm đêm thuộc họ Erebidae.